# Библиотека математического кружка
Библиотека математического кружка — серия книг по элементарной математике. Издавалась с 1952 по 1988 год. Всего вышло 19 книг.
Серия книг основана по инициативе Исаака Моисеевича Яглома, в ней принимали участие ведущие педагоги и математики.

## Книги серии
1. Ченцов  Н. Н., Шклярский Д. О. , Яглом И. М. Избранные задачи и теоремы элементарной математики. Арифметика и алгебра. — М.: Наука, 1976. — 384 с. — (Выпуск 1 серии "Библиотека математического кружка"). — 100 000 экз.. 6 изданий, 1950, 1954, 1959, 1965, 1976 и 2001.
2. Ченцов Н. Н., Шклярский Д. О., Яглом И. М. Избранные задачи и теоремы элементарной математики. Геометрия (планиметрия). — М.: ГТТИ, 1952. — 380 с. — (Выпуск 1 серии "Библиотека математического кружка"). — 50 000 экз.. 2 издания, 1952 и 1967.
3. Шклярский Д. О., Ченцов Н. Н., Яглом И. М. Избранные задачи и теоремы элементарной математики. Геометрия (стереометрия). — М.: ГТТИ, 1954. — 267 с. — (Выпуск 3 серии "Библиотека математического кружка"). — 50 000 экз.
4. Яглом И. М., Болтянский В. Г. Выпуклые фигуры. — М.—Л.: ГТТИ, 1951. — 343 с. — (Выпуск 4 серии "Библиотека математического кружка"). — 25 000 экз.
5. Яглом А. М., Яглом И. М. Неэлементарные задачи в элементарном изложении. — М., 1954. — (Выпуск 5 серии "Библиотека математического кружка").
6. Дынкин Е. Б., Успенский В.А. Математические беседы. Задачи о многоцветной раскраске. Задачи из теории чисел. Случайные блуждания. — М.—Л.: ГТТИ, 1952. — 288 с. — (Выпуск 6 серии "Библиотека математического кружка"). — 25 000 экз.
7. Яглом И. М. Геометрические преобразования. Движения и преобразования подобия. — 1955. — (Выпуск 7 серии "Библиотека математического кружка").
8. Яглом И. М. Геометрические преобразования. Линейные и круговые преобразования. — 1956. — (Выпуск 8 серии "Библиотека математического кружка").
9. Балк М. Б. Геометрические приложения понятия о центре тяжести. — М.: Физматгиз, 1959. — 230 с. — (выпуск 9 серии "Библиотека математического кружка"). — 25 000 экз.
10. Радемахер Г., Тёплиц О. Числа и фигуры. Опыты математического мышления. — (выпуск 10 серии "Библиотека математического кружка").
11. Яглом И. М. — Принцип относительности Галилея и неевклидова геометрия
12. Шклярский Д. О., Ченцов Н. Н., Яглом И. М. — Геометрические неравенства и задачи на максимум и минимум
13. Шклярский Д. О., Ченцов Н. Н., Яглом И. М. — Геометрические оценки и задачи из комбинаторной геометрии
14. Коксетер Г. С. М., Грейтцер С. Л. Новые встречи с геометрией. — М.: Наука, 1978. — 224 с. — (Выпуск 14 серии "Библиотека математического кружка"). — 148 000 экз.. Перевод с английского Coxeter, H.S.M.; Greitzer, S.L. Geometry Revisited (англ.). — Mathematical Association of America, 1967. — ISBN 978-0-88385-619-2.
15. Прасолов В. В. — Задачи по планиметрии. Часть 1.
16. Прасолов В. В. — Задачи по планиметрии. Часть 2.
17. Сергеев И. Н. (ред) — Зарубежные математические олимпиады
18. Васильев Н. Б., Егоров А. А. — Задачи всесоюзных математических олимпиад
19. Прасолов В. В., Шарыгин И. Ф. Задачи по стереометрии. — М.: Наука, 1989. — 288 с. — (выпуск 19 серии "Библиотека математического кружка"). — 163 000 экз. — ISBN 5-02-013921-1.